# عرب أفارقة

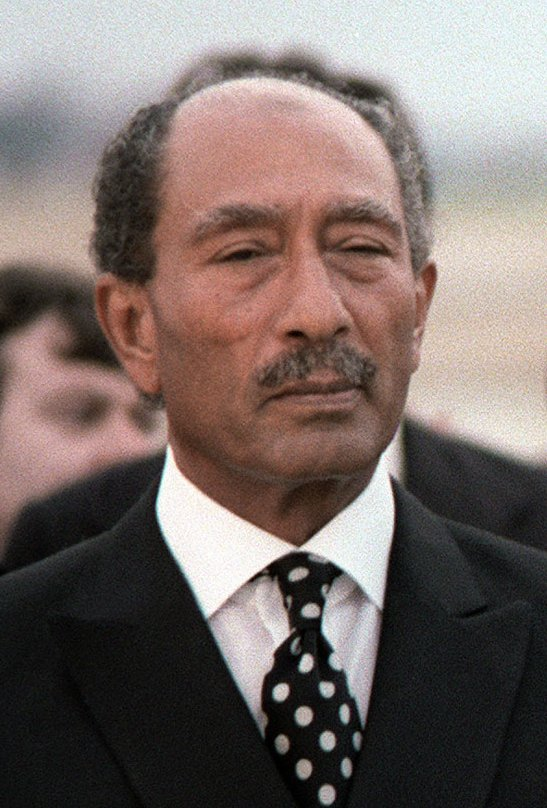
الرئيس أنور السادات من العرب الأفارقة.

العرب الأفارقة هم الأفراد والمجموعات من قارة إفريقيا الذين ينحدرون من أصل عربي. ويسكن أغلبيتهم في ساحل السواحلي في منطقة البحيرات العظمى الإفريقية كذلك في السودان وموريتانيا وأيضًا يتواجدون في أماكن متفرقة في الوطن العربي.